# Raphael Robinson
Raphael Robinson (1911-1995) est un mathématicien américain notamment connu pour l'introduction en 1950 d'une arithmétique qui porte son nom.